# 失踪的上清寺
《失踪的上清寺》，罗渝所著都市探险寻宝小说。磨铁中文网签约首发。该书以真实的重庆都市历史和城市地理为线索，风格惊险悬疑，引发人们对于城市的关注和思考。2010年，該小說被改編為同名電視劇。